# Constantijn Huygens
Constantijn Huygens (Haia, 4 de setembro de 1596 - Haia, 28 de março de 1687) foi um poeta e compositor holandês da Idade de Ouro. Foi secretário de dois príncipes de Orange: Frederico Henrique e Guilherme II, e pai do cientista Christiaan Huygens.

## Vida
Segundo filho de Christiaan Huygens (sênior), Secretário do Conselho de Estado, e Susanna Hoefnagel, sobrinha de o pintor de Antuérpia Joris Hoefnagel, ela foi um dos principais poetas clássicos da Idade de Ouro holandesa.
Casado com Susanna van Baerle, foi pai de cinco filhos: Constantijn, secretário do príncipe Guilherme III de Orange e excelente desenhista, o famoso cientista Christiaan Huygens, descobridor das luas e do anel de Saturno, Lodewijck, membro da primeira missão diplomática holandesa enviada à Espanha após o efetivo reconhecimento de sua independência, da qual deixou um diário de viagem.
Nascido em uma família aristocrática de Haia, Constantijn Huygens recebeu uma sólida formação humanística que lhe permitiu, já em sua juventude, escrever versos em latim e francês, holandês e ocasionalmente espanhol, e sabia mais duas línguas, grego e inglês. Como diplomata e secretário da corte da Holanda, manteve vários contatos internacionais com os literatos, cientistas e filósofos da época (por exemplo, Descartes). Em conformidade com o ideal aristocrático renascentista do uomo universale, praticou diferentes "artes" (engenheiro, tradutor, músico...) com igual facilidade, mas sobretudo poesia.